# Ixora amplexicaulis
Ixora amplexicaulis là một loài thực vật có hoa trong họ Thiến thảo. Loài này được Gillespie mô tả khoa học đầu tiên năm 1930.